# 에른스트 쿠르티우스

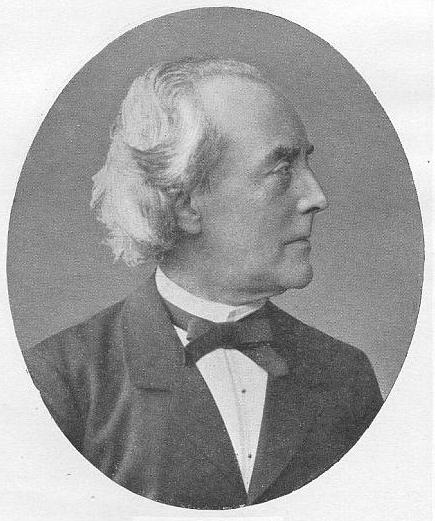
에른스트 쿠르티우스

에른스트 쿠르티우스(Ernst Curtius, 1814년 9월 2일 ~ 1896년 7월 11일)은 독일의 고고학자이자 역사가이다.
뤼베크 출신으로 대학 졸업 전, 고고학 연구를 위해 그리스로 가 펠로폰네소스반도의 고대 도시들에 대한 연구에 착수했다. 1840년 귀국하였고, 4년 뒤인 1844년에는 베를린 대학교의 교수가 되었다. 또한 이시기에 어린 프리드리히 빌헬름 공자의 가정교사를 맡아 1850년까지 그를 지도하였다.
이어 괴팅겐 대학교와 베를린 대학교에서 정교수가 되었고, 1867년 베를린 구 박물관의 관장으로 임명되었다. 1874년에는 독일 정부의 지시로 다시 아테네로 가서 올림피아 유적지를 연구하였다. 1896년, 81세의 나이로 사망하였다.